# Loch Eilt
Ne doit pas être confondu avec Loch Eil.
Le loch Eilt est un loch d'eau douce du Royaume-Uni qui se situe à 20 miles à l'ouest de Fort William, en Écosse.

## Géographie
Le loch Eilt marque la limite entre les districts traditionnels de Morar au nord et de Moidart au sud. Il comporte de nombreux îlots dont Eilean Mòr, Eilean an Tighe, Eilean Gaineamhach, Eilean nan Corra-ghriodhach et Eilean na Mòine.

## Dans la culture
Le loch Eilt sert de décor dans plusieurs films dont Local Hero, Harry Potter et la Chambre des secrets, Harry Potter et le Prisonnier d'Azkaban, Harry Potter et la Coupe de feu, Harry Potter et le Prince de sang-mêlé et Harry Potter et les Reliques de la Mort, partie 1. Dans l'univers cinématographique de Harry Potter, Eilean na Mòine sert de cadre à la tombe d'Albus Dumbledore ; cependant, si l'île filmée est bien Eilean na Mòine du loch Eilt, elle est ensuite placée numériquement dans le loch Arkaig en postproduction.

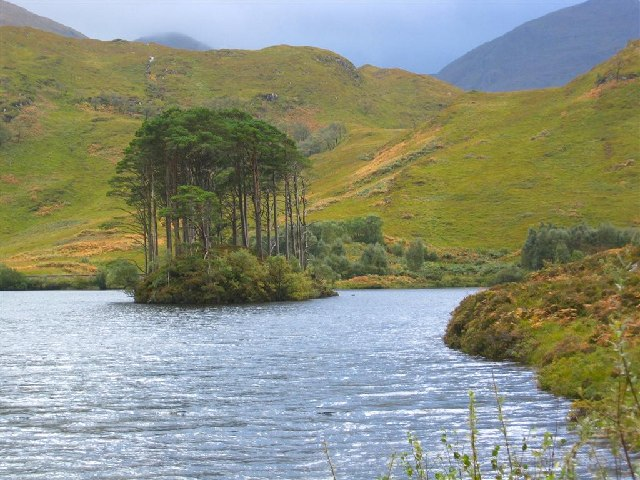
Vue d'Eilean na Mòine depuis la berge.